# Пловутка
Пловутка (Плаутка) — река в России, протекает в Добринском районе Липецкой области.
Правый приток реки Плавица. Бассейн Дона. Местоположение устья — 31 км по правому берегу реки Плавица. Водосборная площадь составляет 150 км². Длина водотока — 21 км.
Исток находится вблизи посёлка Добринка. Устье выше села 2-е Никольское у села Богородицкое.
На картах XIX века отмечается как река Плаутка, а на современных картах — Пловутка.
Река в настоящее время представляет собой череду прудов.
На берегах реки расположены населённые пункты Добринка, Павловка и ряд деревень района.
Возможно, название связано с диалектным словом «плав», которое, по мнению топонимиста Ф. Н. Милькова, означает трясина, болото.